# Tony Dorsett
Anthony Drew Dorsett (Rochester, 7 aprile 1954) è un ex giocatore di football americano statunitense, inserito nella Pro Football Hall of Fame nel 1988.
Dorsett è stato uno dei più grandi running back della storia della NFL. Ha militato per undici stagioni nei Dallas Cowboys e ha disputato la sua ultima stagione nel 1988 coi Denver Broncos. Con 99 yard detiene il record della corsa più lunga dalla linea di scrimmage conclusasi con un touchdown.

## Carriera professionistica

### Dallas Cowboys
Dorsett fu scelto dai Dallas Cowboys con la seconda chiamata assoluta del Draft NFL 1977. I Cowboys avevano scambiato la loro 24ª scelta del draft e tre scelte del secondo giro con i Seattle Seahawks per arrivare abbastanza in alto da scegliere il giocatore. Dorsett firmò un contratto quinquennale del valore di 1,1 milioni di dollari. Fu il secondo contratto più ricco mai firmato da un rookie: Ricky Bell (un altro running back) scelto come primo assoluto nel draft '77 ne aveva firmato uno da 1,2 milioni di dollari. Dorsett giocò coi Cowboys fino alla stagione 1987.
Nella sua stagione da rookie, Tony corse per 1.007 yard e 12 touchdown vincendo il titolo di miglior rookie dell'anno. Dorsett partì per la prima volta come titolare nella decima gara stagionale di Dallas, e lo rimase per molti anni. Dorsett fu il primo giocatore a vincere il campionato a livello di college e poi il Super Bowl l'anno successivo, quando i Cowboys sconfissero i Denver Broncos 27-10 vincendo il Super Bowl XII. Nel suo secondo anno, il 1978, Dorsett corse 1.325 yard e 9 touchdown. I Cowboys raggiunsero nuovamente il Super Bowl, perdendo 35-31 contro i Pittsburgh Steelers nel Super Bowl XIII.
La stagione più produttiva di Dorsett fu il 1981, quando corse 1.646 yard.

### Denver Broncos
Dorsett corse un totale di 12.036 yard a Dallas prima di essere scambiato coi Denver Broncos nel 1988 per una scelta del quinto giro del draft. Dorsett guidò i Broncos con 703 yard e 5 touchdown quell'anno ma gli infortuni lo costrinsero al ritiro prima dell'inizio della stagione 1989.

## Palmarès
- Vincitore del Super Bowl XII
- (4) Pro Bowl (1978, 1981, 1982, 1983)
- (1) First-team All-Pro (1981)
- (2) Second-team All-Pro (1982, 1983)
- PFWA All-Rookie Team - 1977
- Heisman Trophy (1976)
- Maxwell Award (1976)
- Walter Camp Award (1976)
- Dallas Cowboys Ring of Honor
- Club delle 10.000 yard corse in carriera
- Pro Football Hall of Fame
- Classificato al #77 tra i migliori cento giocatori di tutti i tempi da NFL.com